# Celestina Boninsegna
Celestina Boninsegna (Reggio nell'Emilia, 26 febbraio 1877 – Formigine, 13 febbraio 1947) è stata un soprano italiano.

## Biografia
A 15 anni debuttò nella parte di Norina nel Don Pasquale senza aver compiuto dei veri e propri studi vocali o musicali. Solo successivamente ebbe modo di frequentare il Conservatorio di Pesaro e fece un suo secondo debutto a Bari nel 1897, nel Faust di Gounod.
La sua bella voce di soprano drammatico era molto potente ed estesa, ma soprattutto era ammirata per la capacità di usare la "mezza voce". Si specializzò nel repertorio verdiano.
Al Teatro Comunale Bonci di Cesena ebbe modo di esibirsi in due recital il 3 marzo e 1º ottobre 1912, nella sua piena maturità artistica.
A Pisa cantò al Teatro Verdi nel 1908 Le maschere di Mascagni, diretta dall'autore, e nel 1915, presso il Teatro Politeama, cantò Aida, insieme ad Amleto Barbieri.
Nel 1909 cantò al Teatro Costanzi di Roma nell'Aida con il tenore Augusto Scampini.
Ritiratasi dalle scene, si dedicò all'insegnamento. Fra gli allievi ebbe Margherita Grandi.

## Repertorio operistico
| Ruolo                   | Titolo                 | Autore      |
| ----------------------- | ---------------------- | ----------- |
| Norma                   | Norma                  | Bellini     |
| Marguerite              | La dannazione di Faust | Berlioz     |
| Elena Margherita        | Mefistofele            | Boito       |
| Norina                  | Don Pasquale           | Donizetti   |
| Maria di Rohan          | Maria di Rohan         | Donizetti   |
| Regina di Saba          | La regina di Saba      | Goldmark    |
| Marguerite              | Faust                  | Gounod      |
| Rachel                  | L'ebrea                | Halévy      |
| Nedda                   | Pagliacci              | Leoncavallo |
| Santuzza                | Cavalleria rusticana   | Mascagni    |
| Maria                   | Guglielmo Ratcliff     | Mascagni    |
| Rosaura                 | Le maschere            | Mascagni    |
| Amica                   | Amica                  | Mascagni    |
| Valentina               | Gli ugonotti           | Meyerbeer   |
| Donna Anna              | Don Giovanni           | Mozart      |
| Jone                    | Jone                   | Petrella    |
| Gioconda                | La Gioconda            | Ponchielli  |
| Floria Tosca            | Tosca                  | Puccini     |
| Elvira                  | Ernani                 | Verdi       |
| Gilda                   | Rigoletto              | Verdi       |
| Leonora                 | Il trovatore           | Verdi       |
| Duchessa Elena          | I vespri siciliani     | Verdi       |
| Amelia                  | Un ballo in maschera   | Verdi       |
| Donna Leonora di Vargas | La forza del destino   | Verdi       |
| Aida                    | Aida                   | Verdi       |
| Elsa di Brabante        | Lohengrin              | Wagner      |
| Brunilde                | Sigfrido               | Wagner      |

## Incisioni - Dischi 78 giri
Dischi Columbia
- D16413 - La Boheme Si, mi chiamano Mimì - Cavalleria Rusticana Voi lo sapete o mamma;
- D16290 - Ernani Ernani, Ernani involami - La Forza del Destino Pace mio Dio;
- D4290 - La Forza del Destino La Vergine degli angeli - La Forza del Destino Madre pietosa vergine;
- D16414 - La Gioconda Suicidio! - Tosca Vissi d'arte;
- D16288 - Norma Casta diva - Norma Ah! Bello a me ritorna.

Dischi Edison Diamond - London - 1911
- Aida (Verdi),"O patria mia, mai più ti rivedrò!";
- Aida (Verdi) "Ritorna vincitor!";
- La Forza del Destino Pace mio Dio;
- 82022-R - Il Trovatore Tacea la notte placida;
- Il Trovatore - D'amor sull'ali rosee - Non inciso, solo matrice.

Altre etichette:
- Etched Pathé - 4182/4 - Morte di Margherita - Mefistofele (Boito) / Suicidio - La Gioconda (Ponchielli);
- Etched Pathé - 84518/9 - Tacea la notte placida - Il Trovatore (Verdi) / Madre pietosa - La Forza del Destino (Verdi);
- Red G&T - 054098 - "Duetto: Non sai tu" - Un Ballo in Maschera (Verdi) (con. E. Ischierdo, nome italianizzato???);
- Red G&T - 054043 - Duetto: Tardi si fa, addio - Faust (Gounod) (con il tenore F. De Lucia);
- ? - Aria: Ma dall'arido stelo rivulsa - Un Ballo in Maschera (Verdi).